# 七尾総合市民体育館
七尾総合市民体育館（ななおそうごうしみんたいいくかん）は、石川県七尾市小島町西部4番地にある体育館。
多目的体育施設として、開館以来、七尾市民のスポーツ行事のほか、各種スポーツ競技会の会場として使用されている。

## 解説
体育館アリーナ（バスケットボール、バレーボール、バドミントン、テニス、ハンドボールの各コートとして利用可能）、会議室、研修室、幼児室、医務室、トイレ、更衣室、シャワー室など。2階はトレーニングルーム、ランニングコースとなっている。指定管理者制度により、2023年現在、公益社団法人七尾市スポーツ協会が施設の管理を行っている。災害時には指定緊急避難場所兼指定避難所となる。

## 歴史
- 1985年（昭和60年）：竣工、開館[4]。
- 2023年（令和5年）7月：照明設備LED化。
- 2024年（令和6年）1月1日：能登半島地震の発生に伴い避難所となる。翌2日には金沢市の陸上自衛隊第14普通科連隊が災害派遣として給水支援活動を始めた[5]。

## 開催イベント
- ジャパン・バスケットボールリーグ：「金沢武士団」ホームゲーム[6]。
- 日本フットサルリーグ：「ヴィンセドール白山」ホームゲーム[7]
- 全日本プロレス：「輪島大士凱旋帰国プロレスデビュー戦」（1986年11月1日／特別試合60分1本勝負：輪島大士 対 タイガー・ジェット・シン）日本テレビ『全日本プロレス中継』で実況生中継、当時は北陸放送制作協力、結果は両者反則[8][9]
- 第38回全国中学校相撲選手権大会（2008年）

## 交通アクセス
- 西日本旅客鉄道七尾線七尾駅下車、徒歩13分。